# Bandera del Óblast de Leópolis
La bandera del óblast de Leópolis (en ucraniano: Прапор Львівської області, romanizado: Prapor Lvivs'koi oblasti) es una de las banderas regionales de Ucrania. Es un símbolo del Óblast de Leópolis que hereda una tradición histórica de usar símbolos regionales y es un atributo del gobierno local y los poderes ejecutivos.
Fue aprobado oficialmente el 27 de febrero de 2001, por decisión del Consejo del Óblast de Leópolis.
La bandera representa un estandarte de proporción 2:3. Con la región del emblema en el centro: león coronado de color amarillo (dorado). Altura del león: 3/4 del ancho de la bandera, la distancia desde los bordes superior e inferior de la tela: 1/8 del ancho de la bandera.
El campo de bandera de muestra de referencia se mantiene en la oficina del Presidente del Consejo Regional.

## Significado
El león apoyado en una roca simboliza el poder y la fuerza de la tierra y sus habitantes, que defendieron su independencia de los extraños durante siglos. Al mismo tiempo, resuena con el nombre de la ciudad de Leópolis y el nombre de su primer gobernante, León I de Galicia .
La corona sobre la cabeza de león indica el papel capital del Reino de Rus' (Principado de Galicia-Volinia) en los siglos XII—XIV y el Reino de Galitzia y Lodomeria en los siglos XVIII—XX.

## Otras banderas

Bandera histórica del territorio de Leópolis.